# Хоенлајмбах
Хоенлајмбах (њем. Hohenleimbach) општина је у њемачкој савезној држави Рајна-Палатинат. Једно је од 74 општинска средишта округа Арвајлер. Према процјени из 2010. у општини је живјело 360 становника. Посједује регионалну шифру (AGS) 7131206.

## Географски и демографски подаци
Хоенлајмбах се налази у савезној држави Рајна-Палатинат у округу Арвајлер. Општина се налази на надморској висини од 512 метара. Површина општине износи 10,2 km². У самом мјесту је, према процјени из 2010. године, живјело 360 становника. Просјечна густина становништва износи 35 становника/km².